# Campaea vernaria
Campaea vernaria är en fjärilsart som beskrevs av Hüfnagel 1767. Campaea vernaria ingår i släktet Campaea och familjen mätare. Inga underarter finns listade i Catalogue of Life.